# Festus (sử gia)
Sextus Festus là một nhà sử học cuối thời La Mã và thống đốc tỉnh châu Phi mà bộ sử lược của ông (tóm lược lịch sử thành Roma, một nguồn khác là Enmannsche Kaisergeschichte) được Hoàng đế Valens ủy thác để chuẩn bị cho cuộc chiến chống lại Ba Tư.
Festus là tác giả của bộ sử được gọi là Rerum Breviarium gestarum populi Romani (Lược sử những thành tựu của La Mã) hoàn thành vào khoảng năm 379. Breviarium bao gồm tất cả lịch sử của Nhà nước La Mã từ lúc sáng lập thành phố cho đến năm 369. Cuốn sách bao gồm 30 phần nhỏ, đó là lý do tại sao các sự kiện trong lịch sử La Mã được mô tả rất ngắn gọn. Festus chủ yếu tập trung vào mảng chính trị và (đặc biệt là) lịch sử quân sự của Roma. Breviarium của Festus theo đánh giá của giới sử học thì nó chỉ là một tác phẩm có chất lượng rất thấp.